# Dansnotatie

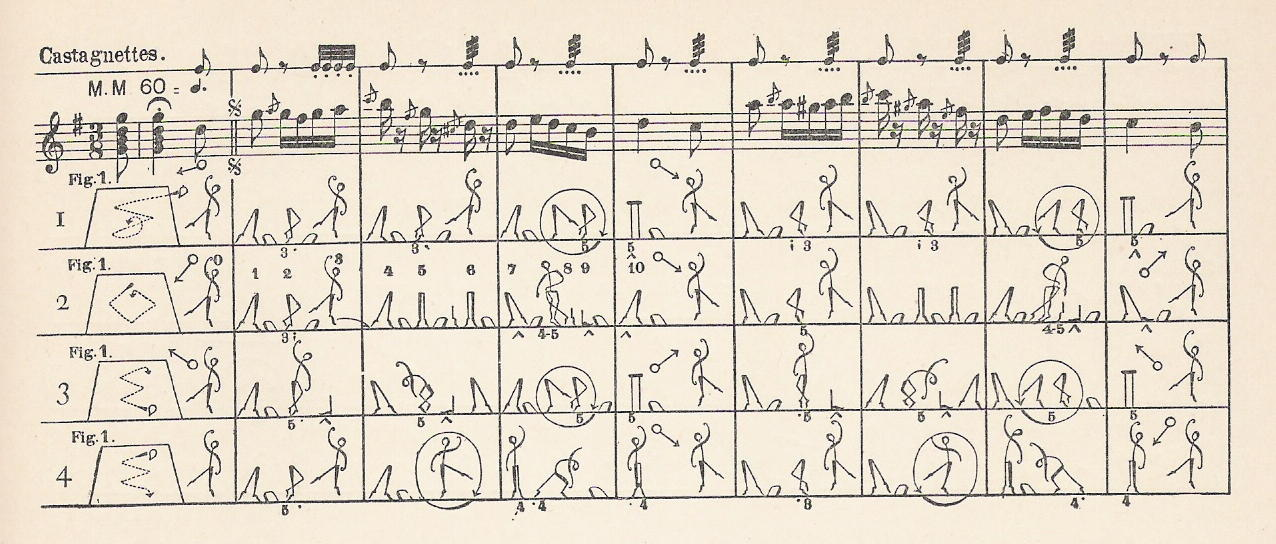
19e-eeuwse dansnotatie met stokfiguurtjes

Dansnotatie of dansschrift is een systeem om dansbewegingen en danspassen schriftelijk vast te leggen. Met symbolen wordt de positie van de verschillende delen van het lichaam én de beweging van de danser over de dansvloer weergegeven. Er zijn verschillende systemen voor dansnotatie, zowel voor ballet als voor westerse en niet-westerse traditionele dansen en volksdansen. Moderne notatiesystemen maken het mogelijk om van een ballet een 'partituur' te maken die van begin tot eind exact de bewegingen van alle dansers weergeeft.

## Geschiedenis

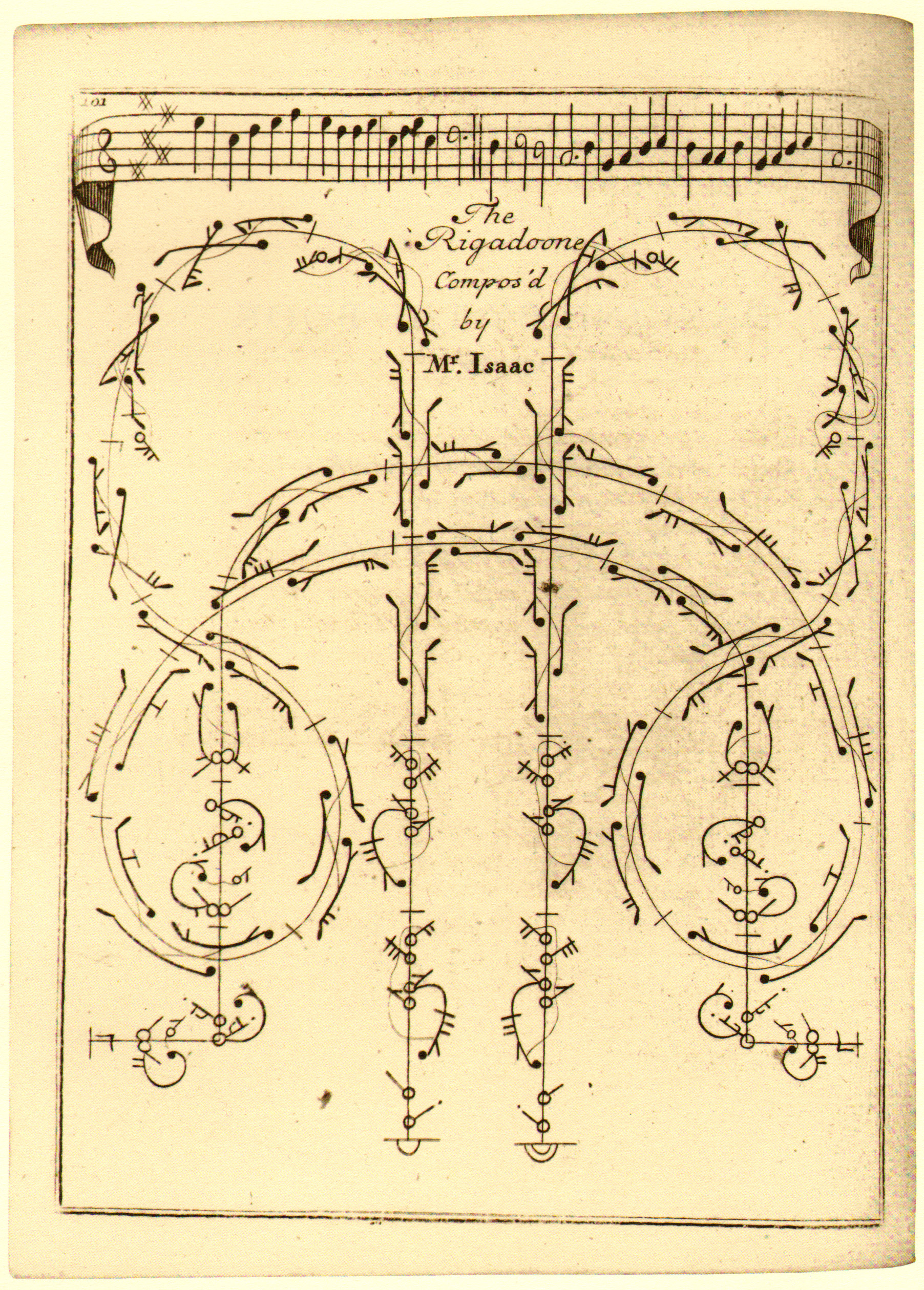
Beauchamp-Feuillet notatie legt de danspassen en de beweging van de dansers over de dansvloer vast.

Een 15-eeuws manuscript uit Catalonië is het oudste bekende voorbeeld van dansnotatie. In dit document zijn de verschillende elementen (passen) van een populaire dans met letters gecodeerd en de opeenvolgende combinaties van passen vastgelegd. Ten tijde van Lodewijk XIV begon men aan het Franse hof tekeningen te maken van de patronen van een dans over de dansvloer; met symbolen werden op deze plattegrond de danspassen en bewegingen aangegeven (de Beauchamp-Feuillet notatie). In de 19e eeuw werden er notatiesystemen ontwikkeld die gebruik maakten van stokfiguurtjes om de bewegingen van de dansers aan te geven.
Vladimir Stepanov, een danser uit het Mariinskiballet uit Sint-Petersburg, maakte een dansnotatie waarbij ook het verband tussen de bewegingen van de danser en de muziek werd vastgelegd: het Alphabet des mouvements du corps humain (1892 - Alfabet van bewegingen van het menselijk lichaam). Zijn notatie was gebaseerd op een anatomische analyse van beweging en kon in principe elk type beweging vastleggen. Het Mariinskiballet gebruikte zijn methode om hun repertoire vast te leggen.

## Moderne notatiesystemen voor ballet

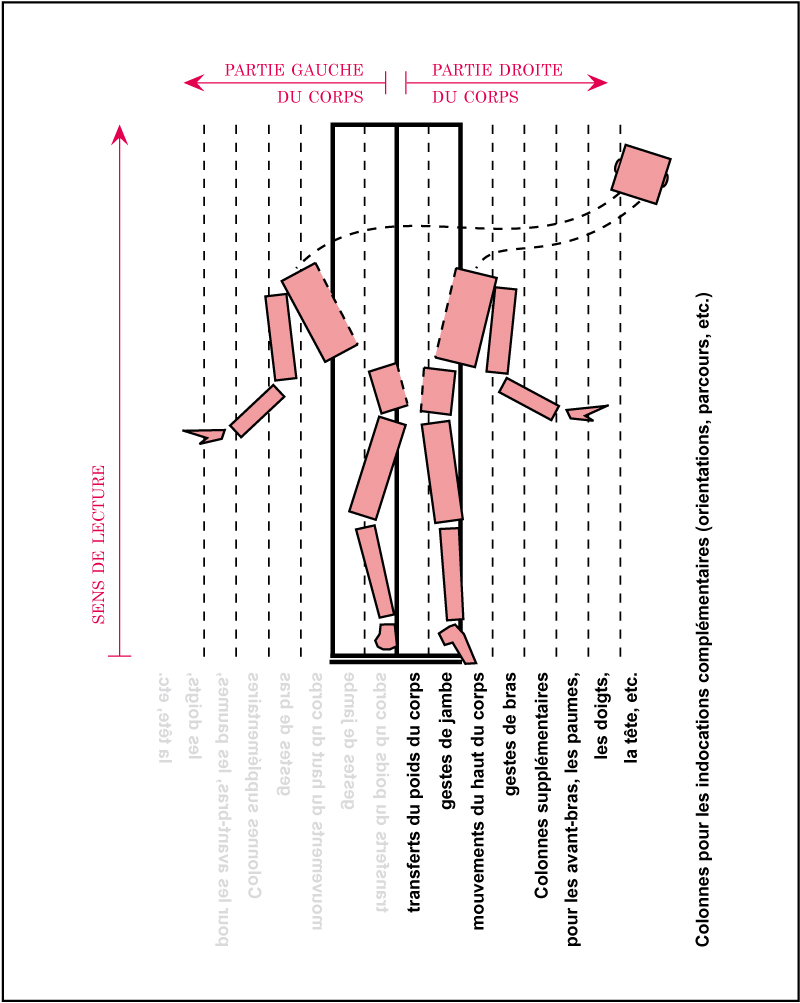
Voorbeeld van Laban-notatie

In de 20e eeuw ontstonden dansnotatiesystemen die gebruik maakten van abstracte symbolen. De bekendste daarvan is Labannotatie, gebaseerd op de Kinetographie Laban die in 1928 was ontwikkeld door de Hongaarse choreograaf Rudolf von Laban. Labannotatie is een 'alfabet-systeem' waarbij elke beweging als het ware wordt gespeld: de volgorde van de gebruikte basissymbolen beschrijft de opeenvolgende posities van alle lichaamsdelen. In deze notatie duiden drie naast elkaar geplaatste verticale lijnen het lichaam van de danser aan, de middellijn scheidt de rechter- en de linkerkant. Door symbolen links of rechts van de middellijn te plaatsen wordt duidelijk welke kant van het lichaam beweegt. De vorm en de arcering van de symbolen geven richting en intensiteit van de beweging aan, de lengte van de symbolen de timing (duur).  Labannotatie wordt veel gebruikt in ballet, maar ook in traditionele dans, volksdans, turnen en andere sporten, en in de fysiotherapie. Het systeem is erg nauwkeurig en daardoor is de notatie tijdrovend.
Systemen gebaseerd op stokfiguren bleven ook populair, zoals het Benesh-systeem dat in de jaren 1950 voor het Sadler's Wellsballet (later het Royal Ballet) werd ontwikkeld door Rudolf Benesh en zijn vrouw Joan Benesh. Een matrix van vijf regels, vergelijkbaar met de notenbalk die wordt gebruikt voor muzieknotatie, geeft de danser van top tot teen weer. Posities van verschillende delen van het lichaam en danspassen worden op deze matrix weergegeven, de timing staat erboven. De symbolen zijn een soort steno voor houdingen en bewegingen. Het noteren van een dans via het Benesh-systeem wordt ook wel choreologie genoemd. Er is een computerprogramma voor het schrijven van Benesh danspartituren. Een ander veelgebruikt stokfiguur-notatiesysteem is DanceWriting, ontwikkeld door de Amerikaanse danseres Valerie Sutton.

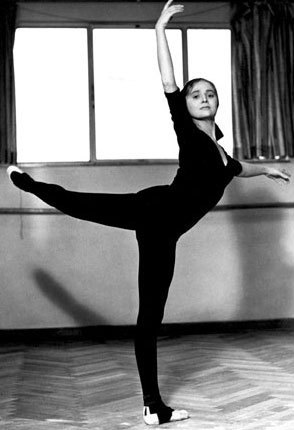
Valerie Sutton
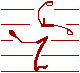
Pose van danseres vastgelegd in een stokfiguursysteem voor dansnotatie (DanceWriting van Sutton)

Met de moderne notatiesystemen kan een danspartituur gemaakt worden die van begin tot eind van een ballet de bewegingen van alle dansers exact weergeeft. Dit maakt het ook mogelijk om het werk van choreografen auteursrechtelijk te beschermen. In 1952 werd in de Verenigde Staten voor het eerst op basis van een Laban-danspartituur een choreografie geregistreerd als een uniek creatief werk waarop auteursrecht van toepassing is.

## Notatiesystemen voor traditionele dans en volksdans
Er zijn notatiesystemen ontwikkeld speciaal voor volksdans en traditionele dans.  De Roemeense onderzoeker Vera Proca-Ciortea ontwikkelde in 1956 romanonotatie om volksdansen vast te leggen.  Haar landgenoot Theodor Vasilescu ontwikkelde een notatiesysteem speciaal gericht op het onderwijs in volksdansen.  De Koreaanse choreograaf U Chang Sop schreef het Chamo System of Dance Notation (1988) om de bewegingen in Koreaanse dansen vast te leggen. De Indiase danser Gopal Venu  bedacht een notatiesysteem voor de vele mudra's (handposities) die horen bij kathakali (gedanst drama).

## Wetenswaardigheden
De beroemde balletdanser Vaslav Nijinski had een eigen versie van de Stepanovnotatie ontwikkeld die hij in 1912 gebruikte om de choreografie van zijn ballet L’Après-midi d’un faune vast te leggen. In 1988 wist men zijn notatie te ontcijferen waardoor het ballet weer kon worden uitgevoerd zoals Nijinski het oorspronkelijk had bedoeld.